# Actinostola georgiana
Actinostola georgiana är en havsanemonart som beskrevs av Oscar Henrik Carlgren 1927. Actinostola georgiana ingår i släktet Actinostola och familjen Actinostolidae. Inga underarter finns listade i Catalogue of Life.